# Matteo Pellegrino
Matteo Pellegrino (Ravenna, 22 september 1984) is een Italiaans autocoureur.

## Carrière
Pellegrino begon zijn autosportcarrière in 2000 in de Italiaanse Formule Renault Campus, waarin hij zevende werd in de eindstand. In 2001 nam hij geen deel aan races, maar in 2002 keerde hij terug in het hoofdkampioenschap van de Italiaanse Formule Renault, waarin hij voor het team Facondini Racing op de 22e plaats in het kampioenschap eindigde met 8 punten. Daarnaast reed hij dat jaar in de laatste twee races van de Euro Formule 3000 bij Victory Engineering, maar viel in beide races uit.
In 2003 maakte Pellegrino de overstap naar de World Series Lights in het voorprogramma van de World Series by Nissan, waarin hij uitkwam voor RC Motorsport. Met één podiumplaats op de Lausitzring en twee op het Circuit Ricardo Tormo Valencia eindigde hij op de zesde plaats in het kampioenschap met 93 punten.
In 2004 bleef Pellegrino actief in de World Series Lights, maar maakte de overstap naar het team Vergani Formula. Na in de eerste helft van het seizoen driemaal op het podium te hebben gestaan, behaalde hij op de Lausitzring zijn eerste overwinning in het kampioenschap, om hier op het Autódromo do Estoril een tweede zege aan toe te voegen. Uiteindelijk werd hij achter Miloš Pavlović, Celso Míguez en Simon Abadie vierde in de eindstand met 114 punten.
In 2005 begon Pellegrino het seizoen in de Euro Formule 3000, dat de naam had veranderd naar Italiaanse Formule 3000. Tijdens de eerste race op de Adria International Raceway kwam hij uit voor het team Sighinolfi, maar finishte de race niet. Hierna verliet hij het kampioenschap en reed halverwege het seizoen één race in de 3000 Pro Series bij het team Scuderia Famà op het Misano World Circuit, die hij op de achtste plaats finishte. Hij eindigde het seizoen in de Formule Renault 3.5 Series, waarin hij voor RC Motorsport als vervanger van Karun Chandhok de laatste drie raceweekenden mocht rijden, waarin een dertiende plaats op Estoril zijn beste resultaat was. Hierna heeft hij niet meer deelgenomen aan grote internationale kampioenschappen.